# Springfield (Pennsylvania)
Springfield is een plaats (census-designated place) in de Amerikaanse staat Pennsylvania, en valt bestuurlijk gezien onder Delaware County.

## Demografie
Bij de volkstelling in 2000 werd het aantal inwoners vastgesteld op 23.677.

## Geografie
Volgens het United States Census Bureau beslaat de plaats een oppervlakte van
16,5 km², geheel bestaande uit land.

## Plaatsen in de nabije omgeving
De onderstaande figuur toont nabijgelegen plaatsen in een straal van 4 km rond Springfield.

## Geboren
- Joey DeFrancesco (1971-2022), jazzorganist